# ايمانويل إل. فيليب
ايمانويل إل. فيليب (بالإنجليزية: Emanuel L. Philipp) هو شخصية أعمال وسياسي أمريكي، ولد في 25 مارس 1861 في هوني كريك في الولايات المتحدة، وتوفي في 15 يونيو 1925 في ميلواكي في الولايات المتحدة. حزبياً، نشط في الحزب الجمهوري. وقد انتخب حاكم ولاية ويسكونسن ‏ (4 يناير 1915 – 3 يناير 1921).